# 龐德芒廷鎮區 (北卡羅萊納州阿什縣)
龐德芒廷鎮區（英語：Pond Mountain Township）是位於美國北卡羅萊納州阿什縣的一個鎮區。

## 地方資料
龐德芒廷鎮區的面積為42.28平方千米，皆為陸地。根據2020年美國人口普查的數據，當地共有人口144人，而人口密度為每平方千米3.41人。